# Pseudoperichaeta palesoidea
Pseudoperichaeta palesoidea là một loài ruồi trong họ Tachinidae.